# Sérapias à labelle allongé
Serapias vomeracea
Espèce
Classification phylogénétique
Statut CITES
Le Sérapias à labelle allongé (Serapias vomeracea) est une espèce de plantes herbacées pérennes de la famille des Orchidacées.

## Description
Le Sérapias à labelle allongé est une plante mesurant de 20 à 58 cm. La base de la tige feuillée est généralement non maculée de pourpre. Le grand labelle étroit atteint environ 37 mm de long et est garni, à sa base, de 2 lames parallèles à légèrement divergentes.
Chez les Serapias (et les Epipactis), le labelle est composé de 2 parties successives : l'hypochile (partie basale) et l'épichile (partie apicale) .
Dans le cas de Serapias vomeracea, la partie externe du labelle, l'épichile, est beaucoup plus long que la partie interne, l'hypochile qui est moins large que lui(étalé).
La floraison a lieu de mai à juin. Les fleurs varient de 4 à 10 par tige. 

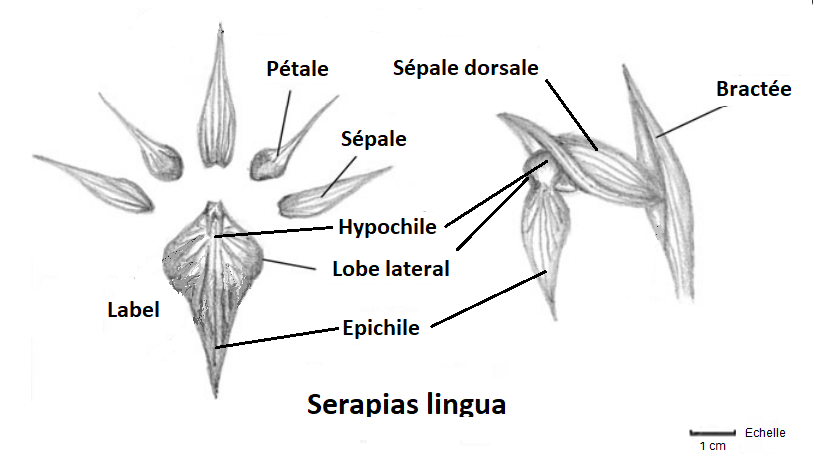
Schema de la fleur d'Orchidée Sérapias lingua

## Galerie
|                     |
| Détail de la fleur. |

|                                         |
| Serapias vomeracea à Beauvoisin (Gard). |

|          |
| Habitus. |